# Hierodula beieri
Hierodula beieri är en bönsyrseart som beskrevs av Mukherjee 1995. Hierodula beieri ingår i släktet Hierodula och familjen Mantidae. Inga underarter finns listade i Catalogue of Life.